# Tim Powers

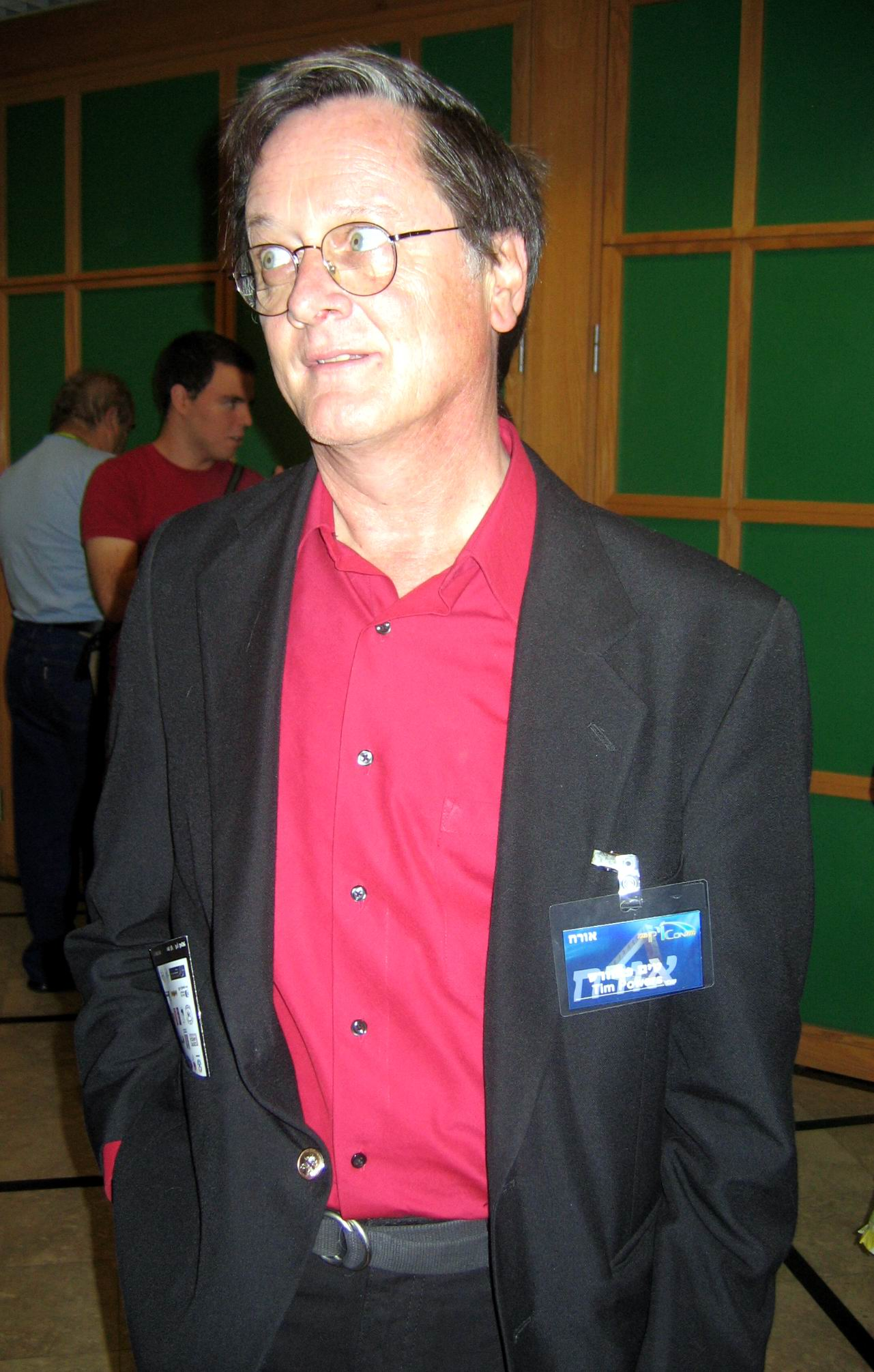
Tim Powers na konwencie fanów w Izraelu w 2005

Tim Powers (ur. 29 lutego 1952 w Buffalo) – amerykański autor fantastyki. Jedna z jego powieści, Ostatnia odzywka, została nagrodzona Nagrodą World Fantasy w roku 1993.
Na podstawie powieści Na nieznanych wodach powstał scenariusz filmu Piraci z Karaibów: Na nieznanych wodach.

## Życiorys
Urodził się w rodzinie katolickiej w Buffalo w stanie Nowy Jork, lecz gdy miał 7 lat, jego rodzina przeprowadziła się do Kalifornii. Studiował literaturę angielską na California State University w Fullerton (Kalifornia), gdzie poznał Jamesa Blaylocka i K.W. Jetera, również pisarzy fantasy. Zadebiutował w roku 1979 powieścią The Drawing of the Dark. W trakcie swej kariery Tim uczył na pół etatu w Orange County High School of the Arts i w Chapman University, w obu miejscach był również zatrudniony James P. Blaylock. Później wykładał także na University of Redlands. Obecnie żyje, razem z żoną Sereną, w Muscoy w stanie Kalifornia.
W 1993 roku otrzymał Nagrodę Locusa w kategorii najlepsza powieść fantasy. Wyróżniony został za powieść Ostatnia odzywka.

### Powieści

#### CyklFault Lines
- Ostatnia odzywka (Last Call, 1992) – wyd. pol. Zysk i S-ka, 2000, przeł. Mirosław P. Jabłoński, ISBN 83-7150-592-2
- Data ważności(inne języki) (Expiration Date, 1995) – wyd. pol. Prószyński i S-ka 2000, przeł. Marcin Wawrzyńczak(inne języki), ISBN 83-7180-591-8
- Sejsmiczna pogoda(inne języki) (Earthquake Weather, 1997) – wyd. pol. Zysk i S-ka, 2004, przeł. Mirosław P. Jabłoński, ISBN 83-7298-569-3

#### Inne powieści
- The Skies Discrowned (1976)
- An Epitath in Rust (1976)
- Serce Zachodu(inne języki) (The Drawing of the Dark, 1979) – wyd. pol. Amber, 1996, przeł. Sławomir Kędzierski, ISBN 83-7169-159-9
- Wrota Anubisa(inne języki) (The Anubis Gates, 1983) – wyd. pol. Amber, 1997, przeł. Jan Kabat, ISBN 83-7169-511-X
- Dinner at Deviant's Palace, (1985)
- Na nieznanych wodach(inne języki) (On Stranger Tides (1987) – wyd. pol. Wydawnictwo Literackie, 2011, przeł. Łukasz Małecki, ISBN 978-83-08-04761-3
- Groza jej spojrzenia(inne języki) (The Stress of Her Regard, 1989) – wyd. pol. Zysk i S-ka, 2001, przeł. Małgorzata Kicana, ISBN 83-7150-955-3
- Declare (2001)
- Three Days to Never – 2006
- Hide Me Among the Graves – 2012

#### Wydania zbiorcze
- Powers of Two (2004) – zawiera dwie pierwsze powieści The Skies Discrowned i An Epitath in Rust

### Zbiory opowiadań
- Night Moves and Other Stories
- On Pirates
- The Devils in the Details
- Strange Itineraries (2005)
- The Bible Repairman and Other Stories (2011)

### Inne
- The Complete Twelve Hours of the Night – (1986)
- A Short Poem by William Ashbless – (1987)
- The Bible Repairman – (2005)
- Nine Sonnets by Francis Thomas Marrity – (2006)
- A Soul in a Bottle – (2007)
- Three sonnets by Cheyenne Fleming – (2007)